# Vassili Chouljenko
Pour les articles homonymes, voir Chouljenko.
 (mai 2017).
Vassili Vladimirovitch Chouljenko (en russe : Василий Владимирович шулъженко) est un artiste peintre russe né en 1949 à Moscou en République socialiste fédérative soviétique de Russie. Actuellement il continue d'habiter et de travailler à Moscou.

## Biographie
Dès l'âge de 13 ans, en 1962, il commence à étudier l'art à l'École de peinture, de sculpture et d'architecture de Moscou puis continue ses apprentissages à l'Institut polygraphique qui porte maintenant le nom d'Université d'État d'imprimerie à Moscou. Il en sort diplômé en 1973 mais cela faisait déjà un an qu'il participait à de nombreuses expositions dans la ville où il étudiait et dans d'autres villes d'URSS.
Depuis 1978 il est membre du ministère de l'agriculture dans la section picturale. 
En 1990, il expose à Moscou dans la Galerie d'Art «Center Mars» et à la maison centrale des artistes, «Art-Mythe-1», «Art-Mythe-2». À partir de la même année ses œuvres sont exposées à l'étranger : en Italie, en Espagne avec d'autres artistes d'Union soviétique, à la «Maya Polsky Gallery» à Chicago où il retourne en 1991, 1995, 1997, 1999, 2000, 2001, 2002, 2003 et 2005 pour des expositions qui lui sont entièrement consacrées . En 1991, à Moscou, il est présent à l'exposition «Le Pinceau d'Or» où concourent des peintres de toute l'Union soviétique. Deux ans après, lors de l'exposition internationale des Beaux-Arts à Chicago, il participe à l'exposition spéciale de mise au point organisée par Suzanne Ghez de la société de la Renaissance avec son tableau «La Tentation» qui est retenu dans une sélection de 25 œuvres parmi des milliers présentées. En 1993, du 20 au 26 octobre, au hall central du Manège à Moscou, il participe à la Mif, Moscow international fair, foire internationale d'art et va en Hollande exposer à la Karass Gallery à Haarlem. On le retrouve de 1994 à 1995 à Moscou pour une exposition qui présente une collection russe d'œuvres de la fin du XXe et encore dans la capitale en 1996 pour «Galerie dans Galerie». Puis en 1997, plusieurs de ses œuvres sont présentées au Musée d'art et d'archéologie de l'Université du Missouri, à Columbia qui a pour thème «Vues parallèles : l'art moderne russe et américain». L'année suivante on le retrouve à Chicago, au Navy Pier où il retourne en 1998. En 1999 ce sont à nouveau les États-Unis, à l'Université d'Oakland, plus précisément à Meadow Brook Hall, pour une exposition consacrée au «Nouveau réalisme russe» avec ses compatriotes Nesterov et Cherstiouk.
En 2012, il obtient la médaille d'or de l'Académie Russe d'art et le diplôme du 1er degré de pertinence dans la peinture académique.

## Œuvres
Quelques œuvres parmi près de deux-cents que l'on peut observer sur Internet. Pour celles citées ci-dessous, on trouve l'année, le titre, les dimensions et le support mais pour presque la totalité on ne trouve pas le lieu où elles sont accrochées car beaucoup, qui attendent l'acheteur, se trouvent dans des galeries privées comme celles d'Igor Metelitsin près de New York, Maya Polsky Gallery à Chicago. Certaines ont été achetées pour la collection Christian Keesee dans l'Oklahoma Contemporary Art center à Oklahoma City, pour Duke University of art à Durham (Caroline du Nord) et en Russie pour des collections privées, pour la Galerie Tretiakov et le musée Mars à Moscou mais aussi en Finlande, en France, en Hollande, en Italie.  
Tentatives pour expliquer les sous-entendus.
- 1984 : Appartement avec fantômes, 27,3 × 32,5 cm, tempera sur papier. Le nombre de créatures imaginaires dans le folklore russe est important et quitter la campagne pour s'installer en ville ne change pas les mentalités.
- 1989 : La rue, 135 × 158 cm, huile sur toile. On peut faire des rencontres le soir au fond des rues.
- 1990 : La pêche au filet, 118 × 183 cm, huile sur toile.
- 1990 : Le gobelin (folklore), 150 × 159 cm, huile sur toile.
- 1990 : Les vendeurs de pommes de terre, 120 × 150 cm, huile sur toile.
- 1990 : Nageurs, 120 × 159,5 cm, huile sur toile.
- 1990 : L'aspirant, 200 × 150 cm, huile sur toile.
- 1990 : Grand-père rentrons à la maison, 200 × 160 cm, huile sur toile.
- 1991 : Toilettes publiques, 119,4 × 149,2 cm, huile sur toile. Les toilettes collectives existaient chez les Romains et encore en 1991 en URSS; le comportement des usagers était assorti au décor.
- 1994 : À califourchon sur le centaure, 152,4 × 152,4 cm, huile sur toile. Chacun son goût; le mari(?) préfère la bouteille.
- 1994 : Le vol, 179 × 160 cm, huile sur toile. La vodka facilite le décollage.
- 1994 : Narcisse, 140 × 160 cm, huile sur toile. Original: d'habitude on représente son visage qui se mire dans l'eau.
- 1995 : Le leader, 180 × 160 cm, huile sur toile.
- 1996 : Whiter's Dachas, 120 × 160 cm, huile sur toile.
- 1997 : La vendange, 100 × 130 cm, huile sur toile.
- 1998 : Napoléon à Sainte-Hélène, 109 × 69 cm, huile sur toile. Plusieurs tableaux lui sont consacrés et il n'en sort pas grandi.
- 1998 : Le roi, la reine et le bouffon, 200 × 120 cm, huile sur toile.
- 1998 : Vénus moscovite, 150 × 178 cm, huile sur toile. On peut toujours rêver.
- 1998 : Le poulet, 159 × 140 cm, huile sur toile.
- 2002 : Sphinx. Napoléon en Russie, 90 × 110 cm, huile sur toile.
- 2003 : Embuscade, 110 × 90 cm, huile sur toile. La rue est pleine de dangers.
- 2003 : Jardin Neskouchny (poupées) à Moscou, 192 × 100 cm, huile sur toile.
- 2005 : Course de bateaux, 120 × 80 cm, huile sur toile. Pas de hors-bord, on fait avec les moyens du bord.
- 2005 : Le gobelin rend visite à un agriculteur, 100 × 80 cm, huile sur toile. Après avoir bu de l'alcool cette apparition est probable.
- 2006 : Concours entre Marsyas et Apollon, 160 × 120 cm, huile sur toile.
- 2006 : Gulliver, 146 × 120 cm, huile sur toile.
- 2006 : Duel, 120 × 110 cm, huile sur toile.
- 2011 : Le poulet, 120 × 110 cm, huile sur toile. C'est le deuxième.
- 2011 : À votre santé, Madame Konycheva, 160 × 140 cm, huile sur toile.
- 2012 : Cèpes, 200 × 65 cm, huile sur toile.

Il a aussi illustré des livres dont :
- 1980 : The voice of the Heralds de Alberts Bels publié par les Éditions du Progrès à Moscou.
- 1981 : Old father frost de Vladimir Odoïevski publié par les Éditions du Progrès à Moscou.
- 1983 : The rock from the sky de Jaan Kross publié par l'éditeur Radouga à Moscou.
- 1986 : Chief Vasily de Tatiana Efimchenko Evlakhova publié par l'éditeur Radouga à Moscou.
- 1987 : Hill of tulips de Latif Makhmoudov publié par l'éditeur Radouga à Moscou.
- 1989 : The singing feather de Vassili Soukhomlinski publié par l'éditeur Radouga à Moscou.

Plusieurs de ces livres sont destinés aux enfants. Ils sont illustrés dans un esprit tout à fait différent de ses œuvres picturales ce qui montre que l'artiste adapte parfaitement son style au message qu'il veut transmettre. Il prouve aussi le grand respect qu'il a pour les jeunes lecteurs.